# Федорівка (Творишинське сільське поселення)
Федорівка (рос. Фёдоровка) — присілок в Гордієвському районі Брянської області Російської Федерації.
Населення становить 21 особу. Входить до складу муніципального утворення Творишинське сільське поселення.

## Історія
Розташоване на території української історичної землі Стародубщина.
Від 2005 року входить до складу муніципального утворення Творишинське сільське поселення.

## Населення
| 2010 | 2013 |
| ---- | ---- |
| 23   | ↘21  |